# Lepanthes cirrata
Lepanthes cirrata är en orkidéart som beskrevs av Carlyle August Luer och Alexander Charles Hirtz. Lepanthes cirrata ingår i släktet Lepanthes och familjen orkidéer. Inga underarter finns listade i Catalogue of Life.